# Dipseudopsis varians
Dipseudopsis varians är en nattsländeart som beskrevs av Georg Ulmer 1929. Dipseudopsis varians ingår i släktet Dipseudopsis och familjen Dipseudopsidae. Inga underarter finns listade i Catalogue of Life.